# Comblain-au-Pont
Comblain-au-Pont es una comuna de la región de Valonia, en la provincia de Lieja, Bélgica. A 1 de enero de 2019 tenía una población estimada de 5404 habitantes.

## Geografía
Se encuentra ubicada al sureste del país, al confluencia de los ríos Amblève y Ourthe, afluentes del río Mosa en la región natural del Condroz.

### Secciones del municipio
El municipio comprende los antiguos municipios, que se fusionaron en 1977:
| - Comblain-au-Pont - Poulseur |

### Pueblos y aldeas del municipio
Géromont, Halleux, Hoyemont, Mont, Oneux, Pont-de-Sçay, Sart.

## Demografía

### Evolución
Todos los datos históricos relativos al actual municipio, el siguiente gráfico refleja su evolución demográfica, incluyendo municipios después de efectuada la fusión el 1 de enero de 1977.
| Gráfica de evolución demográfica de Comblain-au-Pont entre 1846 y 2019 |
|                                                                        |